# Powellinia unctus
Powellinia unctus là một loài bướm đêm trong họ Noctuidae.